# Termoplast
Termoplast (od starogrčkog: θερμός termós = toplo, vruće i πλάσσειν plássein = oblikovati), ili Plastomer je plastika, koja se kod određene temperature 
može oblikovati. Ovaj je postupak reverzibilan. Može se hlađenjem i ponovnim zagrijavanjem ponoviti onoliko puta koliko dok ga se ne pregrije i nastane takozvana termička razgradnja. Još jedna jedinstvena značajka termoplastike je mogućnost zavarivanja.
Termoplastični polimeri nisu otporni na povišene temperature, pa kad se zagriju postanu pogodni za oblikovanje, a zatim kao tekućina pogodni za ubrizgavanje. Nakon hlađenja, smjesa se stvrdne i zadržava zadani oblik. Termoplastični materijali mogu se reciklirati.
Danas postoji veliki broj različitih termoplastičnih materijala.